# Хэрлэн (Хэнтий)
Хэрлэн (монг. Хэрлэн) — сомон аймака Хэнтий в восточной части Монголии. Численность населения по данным 2010 года составила 19 000 человек.
Центр сомона — город Ундерхаан, являющийся также административным центром всего аймака и расположенный в 312 километрах от столицы страны — Улан-Батора.

## География
Сомон расположен в восточной части Монголии. Граничит с соседними сомонами Батноров, Баянхутаг, Биндэр, Жаргалтхаан, Мурэн и Умнедэлгэр. На территории Хэрлэна располагаются горы Самбалхундэв, Хутаг, Хухчулуут и самая высокая гора Монголии - Хуйтэн, протекают реки Хэрлэн Цариг.
Из полезных ископаемых в сомоне встречаются плавиковый шпат, свинец, химическое и строительное сырьё.

## Климат
Климат резко континентальный. Средняя температура января -22 градусов, июля +18 градусов. Ежегодная норма осадков 260 мм.

## Фауна
Животный мир Хэрлэна представлен лисами, волками, кошками-манулами, косулями, зайцами, тарбаганами.

## Инфраструктура
В сомоне есть школа, больница, обслуживающие учреждения.